# Plaque de Phœnix
Pour les articles homonymes, voir Phoenix.

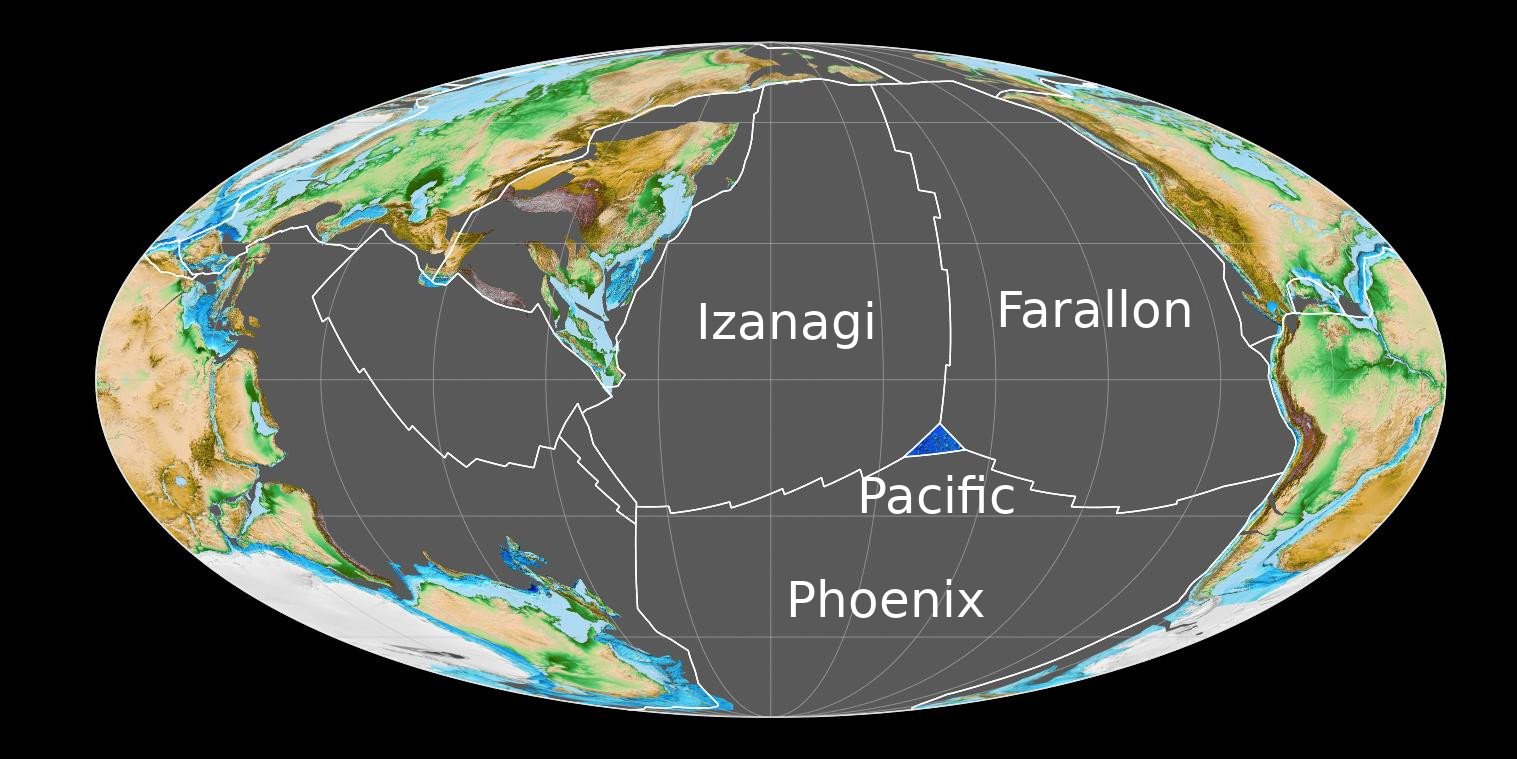
Panthalassa et Pangée avec la plaque Phoenix au sud de la Pangée.

La plaque de Phœnix est une ancienne plaque tectonique de la lithosphère de la planète Terre.
Elle a existé du milieu du Crétacé jusqu'au début du Paléogène et était située dans le futur océan Pacifique. La plaque de Phœnix a commencé à disparaître par subduction sous la plaque antarctique, au niveau de la péninsule Antarctique, il y a 52,3 millions d'années. Cette subduction a donné naissance à l'archipel volcanique des Shetland du Sud par l'ouverture d'un rift le long de la péninsule Antarctique. Ce rift a cessé toute activité il y a quatre millions d'années lorsque la plaque de Phœnix a terminé sa subduction sous la plaque antarctique. La dorsale Pacifique-Phœnix qui séparait la plaque de Phœnix de la plaque pacifique avait une vitesse d'accrétion de 18 à 20 centimètres par an il y a 84 millions d'années (Crétacé).

### Sources
- McCarron, Joe J. & Robert D. Larter, Late Cretaceous to early Tertiary subduction history of the Antarctic Peninsula, Journal of the Geological Society, mars 1998
- (fr) Université de Laval - Géoscope v.7, n°6a
- (fr) Bulletin pour le Réseau canadien de recherches antarctique, vol.14, mai 2002

### Référence
- (en) Cet article est partiellement ou en totalité issu de l’article de Wikipédia en anglais intitulé « Phoenix Plate » (voir la liste des auteurs).